# Волокочаны
 Волокочаны— деревня в Смоленской области России, в Угранском районе. Расположена в восточной части области в 4 км к северо-востоку от Угры, на правом берегу реки Угры, в 1,2 км к северо-западу от автодороги Знаменка —Спас-Деменск. Население — 4 жителя (2007 год). Входит в состав Желаньинского сельского поселения. 

## Достопримечательности
- Памятники археологии: в 500 м западнее деревни 23 кургана шаровидной формы высотой до 1,2 м, в 600 к северо-востоку на левом берегу Угры 4 шаровидных кургана высотой до метра.